# Aurila elongata
Aurila elongata is een mosselkreeftjessoort uit de familie van de Hemicytheridae. De wetenschappelijke naam van de soort is voor het eerst geldig gepubliceerd in 1995 door Schornikov & Tsareva.